# Banele Shabangu
Banele Shabangu (* 31. Juli 2002) ist eine südafrikanische Leichtathletin, die sich auf den Sprint spezialisiert hat.

## Sportliche Laufbahn
Erste internationale Erfahrungen sammelte Banele Shabangu im Jahr 2022, als sie bei den Afrikameisterschaften in Port Louis mit 23,46 s im Halbfinale im 200-Meter-Lauf ausschied und mit der südafrikanischen 4-mal-100-Meter-Staffel in 44,87 s gemeinsam mit Marzaan Loots, Charlize Eilerd und Phindile Kubheka die Silbermedaille hinter dem nigerianischen Team gewann. Im Jahr darauf gewann sie bei den World University Games in Chengdu in 23,29 s die Bronzemedaille über 200 Meter hinter den Polinnen Nikola Horowska und Marlena Granaszewska und sicherte sich im Staffelbewerb in 44,36 s die Bronzemedaille hinter den Teams aus der Volksrepublik China und Polen. 2024 schied sie bei den Afrikaspielen in Accra mit 25,48 s im Halbfinale über 200 Meter aus und belegte mit der Staffel in 44,72 s den vierten Platz.
2022 wurde Shabangu südafrikanische Meisterin im 200-Meter-Lauf.

## Persönliche Bestleistungen
- 100 Meter: 11,47 s (+1,6 m/s), 5. Juli 2023 in Braga
- 200 Meter: 23,09 s (+1,0 m/s), 4. August 2023 in Chengdu